# Puerto Lápice
Puerto Lápice es un municipio español de la provincia de Ciudad Real, en la comunidad autónoma de Castilla-La Mancha. Tiene una población de 865 habitantes (INE 2024).

## Etimología
El nombre de Puerto Lápice proviene de dos elementos constitutivos, puerto, porque la carretera que viene de Arenas de San Juan va mostrando unas pequeñas ascensiones, pues antes de tres kilómetros de llegar tiene aspecto de un ligerísimo puerto, apenas perceptible y Lápice porque el pueblo está asentado en un subsuelo de piedra lapícea.

## Geografía
Integrado en la comarca de La Mancha de la provincia de Ciudad Real, se sitúa a 68 km de la capital provincial. Es la primera localidad que atraviesa la autovía del Sur en la provincia de Ciudad Real, estando el municipio también atravesado por la carretera CM-420 (antigua N-420 entre los pK 255 y 263), que une Ciudad Real con Cuenca, y por la carretera CM-4120, que conecta con Villarrubia de los Ojos. El municipio tiene una superficie de 54,85 km².
El relieve del municipio está caracterizado por el límite suroriental de los Montes de Toledo, que dan paso al Campo de San Juan y a La Mancha. El territorio está bañado por el río Cigüela y los arroyos de Valdehierro y Valdezarza, estos últimos de escaso caudal y muy temporales. La altitud oscila entre los 996 m (Sierra Arando) al oeste, en los Montes de Toledo, y los 616 m a orillas del Cigüela, en el límite con Arenas de San Juan. El pueblo se alza a 675 m sobre el nivel del mar. 
| Noroeste: Camuñas (Toledo) | Norte: Camuñas (Toledo)                        | Noreste: Herencia                        |
| Oeste: Herencia (exclave)  |                                                | Este: Herencia                           |
| Suroeste: Las Labores      | Sur: Villarta de San Juan y Arenas de San Juan | Sureste: Herencia y Villarta de San Juan |

## Historia
Se cree que Puerto Lápice fue fundado en tiempos antiguos por los romanos, y hay constancia del llamado castillo del Foso donde se alojó el emperador Trajano durante un viaje a la zona.[cita requerida]
Hay memoria escrita de que hubo murallas romanas de una antigua fortaleza. Por esta población, pasaría el camino romano que unía las importantes poblaciones de Amensarca, Alava, Bastia y Consabrum (actual Consuegra), enlazando esta última con la calzada de Laminio a Toletum, marcada en el Itinerario Antonino.
En la Edad Media, formaba parte del alfoz de Consuegra, cedido este por el rey Alfonso VIII a la Orden de San Juan de Jerusalén, que repobló el lugar.[cita requerida]
En el siglo XVI solo constaba de algunas posadas y ventas para hospedaje de los caminantes, sobre todo de los mercaderes de seda que se dirigían a Murcia.
En el año 1774 el rey Carlos III dio parroquia y juzgado a la villa. En esta época existían al menos cuatro ventas testimonio de la importancia que siempre tuvo Puerto Lápice en la ruta Madrid-Andalucía. Alrededor de esta vía surgieron, posteriormente, multitud de viviendas, configurando la primigenia estructura de esta localidad, las crónicas dan fe de la existencia de al menos 40 casas con 33 matrimonios, además de solteros y viudas, y una ermita dedicada a la Virgen de la Contemplación.[cita requerida]
Ser paso natural (de ahí que anteriormente hubiera ventas, tal como se ha dicho) fue causa de que las tropas napoleónicas causasen daños en muchas edificaciones en su camino invasor hacia el sur en el año 1812. Acabada esta guerra, la villa tuvo un fuerte crecimiento y a finales del siglo XIX contaba con más de 200 casas y unos 350 vecinos.[cita requerida]
En el año 1841 se creó su Ayuntamiento, señalándose término municipal con una población de 83 vecinos.[cita requerida]

## Demografía
Puerto Lápice cuenta con una población de 865 habitantes (INE 2024).
| Gráfica de evolución demográfica de Puerto Lápice entre 1842 y 2021 |
| |
| Población de derecho según los censos de población del INE Población de hecho según los censos de población del INEEn este censo se denominaba Puerto Lápiche: 1842, 1857 y 1860 En estos censos se denominaba Puerto-Lápiche: 1877, 1887, 1897, 1900, 1910 y 1920 En este censo se denominaba Puerto de San Juan: 1930 En este censo se denominaba Puerto-Lápice: 1960 |

| 1000          | 1041 | 1032 | 1008 | 1004 | 955 |
| (Fuente: INE) |      |      |      |      |     |

## En la literatura

### ElQuijote
Miguel de Cervantes afirma en El ingenioso hidalgo don Quijote de la Mancha (1605) que «Autores hay que dicen que la primera aventura que le avino [a don Quijote] fue la de Puerto Lápice...» (Primera Parte, cap. 2) y es en las inmediaciones de Puerto Lápice que don Quijote pretende rescatar a «una señora vizcaína que iba a Sevilla» de dos monjes benedictinos y donde se desarrolla su lucha contra el «gallardo vizcaíno»:

Tornaron a su comenzado camino del Puerto Lápice, y a obra de las tres del día le descubrieron.

—Aquí —dijo en viéndole don Quijote— podemos, hermano Sancho Panza, meter las manos hasta los codos en esto que llaman aventuras...

### Azorín yLa ruta de Don Quijote
Azorín, en su La ruta de don Quijote, publicada en 1905 como una serie de artículos en El Imparcial con motivo del III Centenario de la primera parte de El ingenioso hidalgo don Quijote de la Mancha (1605), señala que, al dejar atrás «el pueblecillo de Villarta»:

... El llano pierde su uniformidad desesperante; comienza a levantarse el terreno en suaves ondulaciones; la tierra es de un rojo sombrío; la montaña aparece cercana; en sus laderas se asientan cenicientos olivos. Ya casi estamos en el famoso Puerto Lápiche. El puerto es un anchuroso paso que forma una depresión de la montaña; nuestro carro sube corriendo por el suave declive...
Azorín, La ruta de Don Quijote.

#### «VIII: La Venta de Puerto Lápiche»
Describe, así mismo, en el siguiente capítulo, su visita al solar «... a la salida del pueblo...» donde supuestamente había existido la venta, señalando que se trataría de una venta «anchurosa, inmensa» en un solar que «... mide más de ciento sesenta metros cuadrados...».

## Patrimonio
La iglesia de la localidad data de 1859 y fue proyectada por el arquitecto Francisco Enríquez y Ferrer.

## Fiestas
- Del 16 al 19 de enero: fiestas en honor a san Antón. El día grande es el 17 de enero, pero el más popular es el 19, último día de las fiestas, donde se queman miles de docenas de carretillas (cohetes rastreros).

- 15 de mayo: romería en honor a san Isidro. Fiesta que se celebra en la explanada de la ermita de este santo. Las fiestas comienzan el día 14 por la tarde con la verbena. Aunque si la festividad coincide con el fin de semana, se aprovecha para alargar la fiesta.

- Del 7 al 10 de septiembre: fiestas en honor a Nuestra Señora del Buen Consejo. El día grande es el 8 de septiembre, donde se concentran los actos religiosos, con la función por la mañana y la procesión al atardecer. Las fiestas se inauguran el día 7 por la tarde, con el pasacalles y el pregón de fiestas. Además, se corona a las reinas de las fiestas. Durante estos días se celebran otras actividades paralelas a los actos religiosos: carreras, bailes, campeonatos de cartas y dominó.